# ليا ميشيل
ليا ميشيل سرفاتي (بالإنجليزية: Lea Michele)‏ (ولدت في 29 أغسطس 1986 برونكس-نيويورك)، هي ممثلة ومغنية أمريكية بدأت ليا بالتمثيل في سن الطفولة في برودواي.
ومن الابطال الرئيسيين لمسلسل glee وظهرت الشائعات بارتباطها بالفنان الشان كورى مونتينت بعد علاقة عاطفية دامت عامين ولكن انتهت بوفاة الفنان الشاب دون ان يعلنوا أي ارتباط رسمي.

## أعمال
1. (glee (2009-2015
2. scream queens 2015
3. Christmas Eve

## روابط خارجية
- ليا ميشيل على موقع IMDb (الإنجليزية)
- ليا ميشيل على موقع ميتاكريتيك (الإنجليزية)
- ليا ميشيل على موقع روتن توميتوز (الإنجليزية)
- ليا ميشيل على موقع قاعدة بيانات الأفلام العربية
- ليا ميشيل على موقع ألو سيني (الفرنسية)
- ليا ميشيل على موقع ميوزك برينز (الإنجليزية)
- ليا ميشيل على موقع رولينغ ستون (الإنجليزية)
- ليا ميشيل على موقع تيرنر كلاسيك موفيز (الإنجليزية)
- ليا ميشيل على موقع أول موفي (الإنجليزية)
- ليا ميشيل على موقع قاعدة بيانات برودواي على الإنترنت (الإنجليزية)
- ليا ميشيل على موقع قاعدة بيانات برودواي على الإنترنت (الإنجليزية)